# Nanoi Van Wettere
Nanoi Van Wettere (født 29. august 2006 i Ieper) er en cykelrytter fra Belgien, der kører for DD Group Pro Cycling.